# Merb
Merb, сокращение от «Mongrel (HTTP сервер) + Erb», представляет собой веб-фреймворк, реализующий архитектуру Model-View-Controller. Написан на Ruby. Разработчики Merb сделали акцент на быстром и легком ядре с базовой функциональностью, в то время как расширение её осуществляется с помощью сторонних плагинов.
Merb оставляет за разработчиком выбор инструментов ORM (поддерживаются ActiveRecord, Datamapper и Sequel), библиотек JavaScript, и движка шаблонов HTML (на выбор Haml или eRuby).
Merb испытал большое влияние Ruby on Rails, и с таким же успехом может быть использован для создания сложных веб-приложений и REST-сервисов. При этом Merb более гибок и быстр по сравнению с RoR, и в большей степени подходит для тех, кто собирается переписывать уже существующие системы, а не создавать с нуля новые, а также в случаях, когда предполагаются очень большие объемы трафика.
23 декабря 2008 года команда проекта Merb объединилась с командой Rails с целью создания следующей версии Rails 3, которая объединит в себе лучшие черты обоих фреймворков. Новая версия была выпущена в 2010 году..